# Cibdelia
Cibdelia är ett släkte av svampar. Cibdelia ingår i familjen Olpidiaceae, klassen Chytridiomycetes, divisionen pisksvampar och riket svampar.
|          | Olpidium                             |
|          |                                      |
|          | Chytridhaema                         |
|          |                                      |
| Cibdelia | \| \| Cibdelia infestans \| \| \| \| |
|          | \| \| Cibdelia infestans \| \| \| \| |
|          | Nucleophaga                          |
|          |                                      |
|          | Cibdelia infestans                   |
|          |                                      |

|  | Cibdelia infestans |
|  |                    |